# 289587 Chantdugros
289587 Chantdugros este un asteroid din centura principală de asteroizi.

## Descriere
289587 Chantdugros este un asteroid din centura principală de asteroizi. A fost descoperit pe 30 martie 2005 la Vicques de Michel Ory. Asteroidul prezintă o orbită caracterizată de o semiaxă mare de 2,29 ua, o excentricitate de 0,18 și o înclinație de 3,1° în raport cu ecliptica.